# Genshiken
Genshiken (jap. げんしけん; podtytuł: The Society for the Study of Modern Visual Culture) – manga autorstwa Kio Shimoku, przedstawiająca środowisko zapalonych hobbystów (otaku).
Na jej podstawie wyprodukowano trzy serie telewizyjne oraz serię OVA.

## Fabuła
Seria opowiada o grupie młodzieży na fikcyjnym Uniwersytecie Shiiō, będących członkami klubu fandomowego The Society for the Study of Modern Visual Culture (jap. 現代視覚文化研究会 Gendai Shikaku Bunka Kenkyūkai), czyli Stowarzyszenie Badań nad Nowoczesną Kulturą Wizualną. Ich zainteresowania rozciągają się od anime do gier wideo, obejmując praktycznie każde hobby mogące im zyskać etykietkę „otaku”. Wielu bohaterów jest szczególnie zainteresowanych serią mangi i anime Kujibiki Unbalance.

## Bohaterowie
- Chika Ogiue (jap. 荻上 千佳 Ogiue Chika)

Seiyū: Kaori Mizuhashi (2004–2007), Nozomi Yamamoto (2013) 
- Rika Yoshitake

Seiyū: Sumire Uesaka (2013) 
- Mirei Yajima

Seiyū: Yumi Uchiyama (2013) 
- Kenjiro Hato (kobieta)

Seiyū: Ai Kakuma (2013) 
- Kenjiro Hato (mężczyzna)

Seiyū: Kazutomi Yamamoto (2013) 
- Kanako Ōno (jap. 大野 加奈子 Ōno Kanako)

Seiyū: Ayako Kawasumi (2004–2007), Yukana (2013) 
- Manabu Kuchiki (jap. 朽木 学 Kuchiki Manabu)

Seiyū: Akira Ishida (2004–2007), Jun Fukuyama (2013) 
- Susanna Hopkins

Seiyū: Yuko Goto (2004–2007), Naomi Ōzora (2013) 
- Harunobu Madarame (jap. 斑目 晴信 Madarame Harunobu)

Seiyū: Nobuyuki Hiyama (2004–2007), Kazuyuki Okitsu (2013) 
- Kanji Sasahara (jap. 笹原 完士 Sasahara Kanji)

Seiyū: Takanori Ōyama (2004–2007), Tatsuya Kobashi (2013) 
- Makoto Kōsaka (jap. 高坂 真琴 Kōsaka Makoto)

Seiyū: Mitsuki Saiga (2004–2007), Momoko Ohara (2013) 
- Saki Kasukabe (jap. 春日部 咲 Kasukabe Saki)

Seiyū: Satsuki Yukino (2004–2007), Rina Satō (2013) 
- Sōichirō Tanaka (jap. 田中 総市郎 Tanaka Sōichirō)

Seiyū: Tomokazu Seki (2004–2007), Takayuki Kondō (2013) 
- Mitsunori Kugayama (jap. 久我山 光紀 Kugayama Mitsunori)

Seiyū: Kenji Nomura (2004–2007), Hiroki Yasumoto (2013) 
- Angela Burton

Seiyū: Yuki Kaida (2004–2007), Misa Kobayashi (2013) 
- Keiko Sasahara

Seiyū: Kaori Shimizu (2004–2007), Ikumi Hayama (2013) 
- Kumiko Yabusaki

Seiyū: Reiko Takagi (2004–2007), Madoka Yonezawa (2013) 
- Naoko Asada

Seiyū: Konomi Tada (2013) 
- Kaminaga

Seiyū: Mamiko Noto (2013) 

## Manga
Manga Genshiken autorstwa Kio Shimoku była publikowana w miesięczniku „Afternoon” należącym do wydawnictwa Kōdansha od czerwca 2002 do czerwca 2006. 
Rozdziały zostały skompilowane w dziewięciu tomikach. W 2017 roku serię wydano także w wersji shinsōban, tym razem przedrukowaną w 5 tomach.
| Nr | Data wydania (język japoński) | ISBN (język japoński)  |
| -- | ----------------------------- | ---------------------- |
| 1  | 18 grudnia 2002               | ISBN 978-4-06-321144-3 |
| 2  | 21 czerwca 2003               | ISBN 978-4-06-321151-1 |
| 3  | 20 grudnia 2003               | ISBN 978-4-06-321155-9 |
| 4  | 22 czerwca 2004               | ISBN 978-4-06-321162-7 |
| 5  | 20 listopada 2004             | ISBN 978-4-06-321164-1 |
| 6  | 22 czerwca 2005               | ISBN 978-4-06-321170-2 |
| 7  | 21 grudnia 2005               | ISBN 978-4-06-321174-0 |
| 8  | 23 sierpnia 2006              | ISBN 978-4-06-321179-5 |
| 9  | 22 grudnia 2006               | ISBN 978-4-06-321183-2 |

Autor w latach 2011-2016 napisał kontynuację serii zatytułowaną Genshiken: nidaime no ichi (jap. げんしけん　二代目の壱).
| Nr | Data wydania (język japoński) | ISBN (język japoński)  |
| -- | ----------------------------- | ---------------------- |
| 10 | 23 maja 2011                  | ISBN 978-4-06-310752-4 |
| 11 | 22 grudnia 2011               | ISBN 978-4-06-310793-7 |
| 12 | 22 czerwca 2012               | ISBN 978-4-06-387826-4 |
| 13 | 21 grudnia 2012               | ISBN 978-4-06-387856-1 |
| 14 | 21 czerwca 2013               | ISBN 978-4-06-387895-0 |
| 15 | 20 grudnia 2013               | ISBN 978-4-06-387945-2 |
| 16 | 23 czerwca 2014               | ISBN 978-4-06-387977-3 |
| 17 | 22 grudnia 2014               | ISBN 978-4-06-388021-2 |
| 18 | 23 czerwca 2015               | ISBN 978-4-06-388061-8 |
| 19 | 22 grudnia 2015               | ISBN 978-4-06-388104-2 |
| 20 | 23 czerwca 2016               | ISBN 978-4-06-388143-1 |
| 21 | 22 listopada 2016             | ISBN 978-4-06-388209-4 |

## Anime

### Sezon 1 (2004)
| #  | Tytuł | Premiera w Japonii   |
| -- | --- | -------------------- |
| 01 | Gendai ni okeru shikaku o chūshin to shita bunka no kenkyū (現代における視覚を中心とした文化の研究)                                                | 10 października 2004 |
| 02 | Shōhi to yūkyō ni yoru gendai seishōnen no hikaku bunrui (消費と遊興による現代青少年の比較分類)                                                    | 17 października 2004 |
| 03 | Chiiki bunka shinkō no mondaiten to sono kōseki (地域文化振興の問題点とその功績)                                                                   | 24 października 2004 |
| 04 | Funsō to kasō no ika ni yoru shinri-teki shōheki no shōka sayō (扮装と仮装の異化による心理的障壁の昇華作用)                                        | 31 października 2004 |
| 05 | Jiritsu kōdō ni miru haiseki to juyō no kyōkai (自律行動に見る排斥と受容の境界)                                                                    | 7 listopada 2004     |
| 06 | Sabukaruchā o meguru tasha to no kankei-ron (サブカルチャーをめぐる他者との関係論)                                                                 | 14 listopada 2004    |
| 07 | Taijin kankei ni okeru kōdō sentaku no tokuchō (対人関係における行動選択の特徴)                                                                    | 21 listopada 2004    |
| 08 | Ryōsan-gata seizō katei ni okeru hikaku kenkyū (量産型製造過程における比較研究)                                                                    | 28 listopada 2004    |
| 09 | Tokushu heisa jōkyō-ka ni okeru setsumei gimu no umu ni tsuite (特殊閉鎖状況下における説明義務の有無について)                                      | 5 grudnia 2004       |
| 10 | Keizai kōka kara kangaeru yoka shōhi no fetishism Keizai kōka kara kangaeru yoka shōhi no fetishizumu (経済効果から考える余暇消費のフェティシズム) | 12 grudnia 2004      |
| 11 | Toshigatahanzai ni okeru akui no shozai-ron (都市型犯罪における悪意の所在論)                                                                       | 19 grudnia 2004      |
| 12 | Soshiki no saikōchiku-ji ni hassei suru kadai to taisaku (組織の再構築時に発生する課題と対策)                                                      | 26 grudnia 2004      |

### OVA (2006-2007)
| #  | Tytuł                                                 | Premiera w Japonii |
| -- | ----------------------------------------------------- | ------------------ |
| 13 | Otaku ga kirai na Ogiue desu (オタクが嫌いな荻上です) | 22 grudnia 2006    |
| 14 | Watashi wa otaku-seijin (私はオタク星人)              | 23 lutego 2007     |
| 15 | Jā, nugashite ageru! (じゃあ、脱がしてあげるッ！)     | 25 kwietnia 2007   |

### Sezon 2 (Genshiken 2, 2007)
| #  | Tytuł                                               | Premiera w Japonii   |
| -- | --------------------------------------------------- | -------------------- |
| 01 | Shin kaichō no kokorozashi (新会長のココロザシ)     | 10 października 2007 |
| 02 | Kaigi wa momeru (会議はモメル)                      | 17 października 2007 |
| 03 | Atsui natsu no tsuitachi (アツい夏の一日)           | 24 października 2007 |
| 04 | Dekitendesuka? (デキテンデスカ？)                   | 31 października 2007 |
| 05 | Madarame sō uke (マダラメ総ウケ)                    | 7 listopada 2007     |
| 06 | Shumi no mondai (趣味のモンダイ)                    |                      |
| 07 | Sotsugyō shōkōgun (卒業症候群)                      |                      |
| 08 | Kosuken (こすけん)                                  |                      |
| 09 | Shūkatsu wa itsumo ame (シューカツはいつも雨)       |                      |
| 10 | Otaku from USA Otaku furomu USA (オタク・フロムUSA) |                      |
| 11 | Real hardcore Riaru hādokoa (リアル・ハードコア)    |                      |
| 12 | Sono saki ni aru mono… (その先にあるもの…)          |                      |

### Genshiken nidaime
W czerwcowym numerze czasopisma „Afternoon” w 2013 roku ogłoszono powstawanie nowej serii anime będącej adaptacją mangi Genshiken: nidaime no ichi. Produkcją serii zajęło się studio Production I.G, natomiast studio Dandelion przygotowało sekwencje w formacie animacji 3D. Reżyserem serii i reżyserem dźwięku został Tsutomu Mizushima, scenariusze zostały przygotowane przez Michiko Yokote, natomiast projekty postaci przygotował Junichirō Taniguchi. Za muzykę odpowiada Starchild Records.
Seria miała premierę 6 lipca 2013 roku na kanale Tokyo MX.
| #  | Tytuł                                                                             | Premiera w Japonii |
| -- | --------------------------------------------------------------------------------- | ------------------ |
| 01 | Michi no mukou, yakusoku no basho (道のむこう、約束の場所)                        | 6 lipca 2013       |
| 02 | Ore no ashi o koete yuke (俺の脚を越えてゆけ)                                     |                    |
| 03 | Kusari hime no yume (腐り姫の夢)                                                  |                    |
| 04 | Hige to boin                                                                      |                    |
| 05 | Gō Next!! (業 NEXT！！)                                                           |                    |
| 06 | Inga chihei no kanata de, Moe o sakebu (因果地平の彼方で、モエをさけぶ)           |                    |
| 07 | Rūto waatte mo rūpu wa nai (ルートはあってもループはない)                         |                    |
| 08 | KOIBANA3                                                                          |                    |
| 09 | White gatekeeper Howaito gētokīpā (ホワイトゲートキーパー)                        |                    |
| 10 | Snow man                                                                          |                    |
| 11 | Ii saishūkai datta (いい最終回だった)                                             |                    |
| 12 | Koi to shigoto to cheesecake Koi to shigoto to chīzukēki (恋と仕事とチーズケーキ) |                    |
| 13 | Ano bushitsu de matteru (あの部室でまってる)                                      |                    |